# Gakushūin

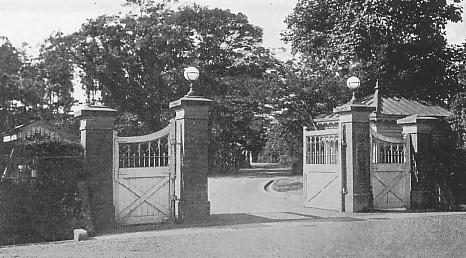
Haupttor der Gakushūin Kōtōka in Tokio (1933)

Gakushūin (jap. 学習院) bezeichnet Bildungseinrichtungen unter der privatrechtlichen Trägerschaft der Gakushūin-Schulgesellschaft (学校法人学習院, Gakkōhōjin Gakushūin).

## Geschichte
1847 wurde der Vorläufer der Gakushūin, die Gakushūsho (学習所), auf Bestrebungen des 1846 verstorbenen Kaisers Ninkō gegründet. 1849 erhielt die Bildungsstätte von Kaiser Kōmei den Namen Gakushūin. Sie diente als Schule für den Hochadel und lag in Kyōto, dem damaligen Sitz des kaiserlichen Hofes. Mit Unterstützung des Genrōin wurde die Gakushūin während der Meiji-Zeit 1877 in Tokio wieder gegründet. 1884 entstand ein Kaiserliches Institut. 1885 wurde eine Bildungseinrichtung für Mädchen des Hochadels gegründet, die Teil der Gakushūin wurde. 1918 wurde sie als separate Mädchenschule ausgegliedert. Nach dem Zweiten Weltkrieg wurde das Institut und die Schulen privatisiert, indem 1947 die Gakushuin-Schulgesellschaft als Schulträger gegründet wurde. 1949 wurde das vormals Kaiserliche Institut zu einer privaten Universität, an der 1950 eine Abteilung für Frauen gegründet wurde. Diese wurde 1953 zur eigenständigen Frauenuniversität.

## Bildungseinrichtungen
- Gakushūin-Universität  (学習院大学, Gakushūin Daigaku)
- Gakushūin-Frauenuniversität  (学習院女子大学, Gakushūin Joshi Daigaku)
- Gakushūin-Mittel-und-Oberschule (für Jungen)  (学習院高等科, Gakushūin Kōtōka)
- Gakushūin-Mädchen-Mittel-und-Oberschule  (学習院女子中・高等科, Gakushūin Joshichū Kōtōka)
- Gakushūin-Grundschule  (学習院初等科, Gakushūin Shotōka)
- Gakushūin-Kindergarten  (学習院幼稚園, Gakushūin Yōchien)

## Trivia
Protagonisten der Novelle Schnee im Frühling von Yukio Mishima gehen in den frühen 1910er Jahren auf die Gakushūin. Der jesuitische Publizist Jakob Overmans beschrieb die Ideale der Gakushūin 1930 in seinem Aufsatz Die Schule des japanischen Adels.